# Marija Blažina
Marija Blažina (tudi Blasina), slovenska prosvetna delavka, * 17. februar 1899, Kozina, † 17. april 1971, Trst.

## Življenje in delo
Rodila se je v železničarski družini očetu Petru in materi Katarini (rojena Krivičič). Leta 1919 je v Ljubljani končala klasično gimnazijo, se vpisala na slavistični oddelek Filozofske fakultete v Ljubljani, maturirala na učiteljišču v Tolminu (1923), napravila profesorski izpit iz nemščine v Rimu (1931) in doktorirala na Univerzi v Padovi (1943). V šolskem letu 1931/1932 je poučevala na Kmetijski strokovni šoli v Gradišču (italijansko Gradisca d'Isonzo), nato na Trgovski strokovni šoli G. Corsi v Trstu (1932-1935), v letih 1935−1944 v nižjem tečaju Trgovskih strokovnih šol v Legnanu (Lombardija), na Trgovskem strokovnem zavodu Leonardo da Vinci v Trstu (1944-1954), na srednji šoli Ivan Cankar v Trstu (1945-1951), na liceju France Prešeren v Trstu (1951-1952) ter ponovno na srednji šoli Ivan Cankar (1952-1969). Od 1954 do upokojitve 1969 je bila ravnateljica.
Marija Blažina je avtorica učbenika Italijanska slovnica in vadnica za prvi razred srednje šole, strokovnih šol in tečajev (Trst, 1952) in soavtorica učbenika Slovenska čitanka za 1., 2. in 3. razred nižjih, srednjih in strokovnih šol (Trst, 1948, 1949).